# Une vue de l'esprit
Une vue de l'esprit (Scary Monsters) est le 14e épisode de la saison 9 de la série télévisée X-Files. Dans cet épisode, Doggett et Reyes sont confrontés à un enfant dont l'imagination débordante empiète sur la réalité.
L'épisode a obtenu des critiques globalement favorables.

## Résumé
L'agent Leyla Harrison, retournée au service comptabilité après son bref passage au bureau des affaires non classées, expose à Scully le cas d'une femme qui s'est poignardée elle-même à seize reprises. Harrison pense que c'est une affaire non classée car Tommy Conlon, le fils de la victime âgé de huit ans, affirme que ce sont des monstres qui ont tué sa mère ainsi que son chat. Scully rejette les allégations d'Harrison, qui va alors trouver Doggett et Reyes. Tous les trois partent pour un endroit isolé du comté de Somerset, en Pennsylvanie, où Tommy vit avec son père, Jeffrey Conlon. Ils interrogent Tommy, qui nie avoir vu des monstres, mais les agents soupçonnent que quelque chose se trame.
Obligés de passer la nuit chez les Conlon en raison d'ennuis mécaniques, Doggett, Reyes et Harrison entendent Tommy appeler à l'aide. Doggett surprend Jeffrey empêcher son fils de sortir de sa chambre en bloquant la porte et tire sur une créature insectoïde, ne réussissant qu'à la diviser en deux nouvelles créatures. Pendant ce temps, Gabe Rotter, le soupirant d'Harrison, apporte à Scully le cadavre du chat des Conlon. L'autopsie menée par Scully révèle que le chat s'est lui-même ouvert l'estomac pour déloger quelque chose qui s'y trouvait. Le shérif du comté arrive chez les Conlon mais essaie de tirer sur Doggett, qui lui perfore le ventre d'un coup de poing. Reyes découvre que l'homme n'a aucun organe interne, Doggett suggérant alors que les événements qui se produisent ne répondent à aucune logique.
Pendant que Doggett et Harrison questionnent Jeffrey, qui confesse que son fils est impliqué dans cette affaire, Tommy montre à Reyes ses dessins. Ceux-ci incluent les créatures insectoïdes, le shérif avec son arme, et Reyes avec une créature dans l'estomac. Soudainement, le corps du shérif se volatilise. Reyes est prise d'atroces douleurs, quelque chose semblant essayer de sortir de son ventre, alors qu'Harrison se met à saigner des yeux comme Tommy vient de le dessiner. Doggett poursuit Tommy et tombe dans un abysse où il est attaqué par des créatures. Il s'en sort néanmoins indemne en refusant de croire à la réalité de cette situation et comprend que c'est Tommy qui crée tout cela avec son imagination. Doggett fait croire à Tommy qu'il met le feu à la maison et le garçon s’évanouit, ce qui met fin aux hallucinations de Reyes et Harrison. Plus tard, Tommy est interné dans un hôpital psychiatrique où le traitement visant à étouffer son imagination consiste à lui faire regarder plusieurs dizaines d'émissions de télévision en même temps.

## Distribution
- Gillian Anderson : Dana Scully
- Robert Patrick : John Doggett
- Annabeth Gish : Monica Reyes
- Jolie Jenkins : Leyla Harrison
- Brian Poth : Gabe Rotter
- Scott Paulin : Jeffrey Conlon
- Gavin Fink : Tommy Conlon
- Steve Ryan : le shérif Jack Coogan

## Production
Le scénariste Thomas Schnauz écrit son histoire dans l'urgence car la production a besoin d'un scénario très rapidement alors qu'il n'a conçu que son postulat de départ. Vince Gilligan lui souffle alors l'idée que c'est le jeune garçon qui est à l'origine de la situation. L'équipe de scénaristes redoute que l'histoire présente trop de ressemblances avec l'épisode C'est une belle vie (1961) de la série La Quatrième Dimension tout en ayant conscience que seul Tommy peut tenir le rôle du méchant.
Dans la première version du script, c'est un nouvel agent qui présente le cas à Doggett et Reyes mais Frank Spotnitz suggère à Schnauz que cet agent soit Leyla Harrison, déjà apparue dans l'épisode Seul. Ce personnage est utilisé pour faire un état des lieux de la série et représenter les nombreux fans de la série qui pensent que Mulder est irremplaçable, Doggett n'étant qu'un pauvre substitut. Les personnages font par ailleurs référence aux épisodes Coup de foudre et Spores.
Une scène présentant Harrison et Gabe Rotter marchant main dans la main à la fin de l'épisode est coupée à l'initiative de Kim Manners, qui trouve cela trop mièvre. C'est pendant le tournage de cet épisode que l'équipe de la série apprend que celle-ci est annulée par la Fox. Robert Patrick affirme à ce sujet qu'il a eu la sensation d'être abandonné par la Fox, la chaîne faisant une forte promotion de sa nouvelle série 24 Heures chrono au détriment de celle de X-Files.

## Accueil

### Audiences
Lors de sa première diffusion aux États-Unis, l'épisode réalise un score de 5,1 sur l'échelle de Nielsen, avec 8 % de parts de marché, et est regardé par 8,20 millions de téléspectateurs.

### Accueil critique
L'épisode obtient des critiques globalement favorables. Le site Le Monde des Avengers lui donne la note de 4/4. John Keegan, du site Critical Myth, lui donne la note de 8/10. Robert Shearman et Lars Pearson lui donnent la note de 4/5.
Du côté des critiques mitigées, Todd VanDerWerff, du site The A.V. Club, lui donne la note de C-.

### Distinctions
Gavin Fink remporte en 2003 Young Artist Award du meilleur jeune acteur invité dans une série télévisée pour son rôle dans l'épisode.